# 교향곡 4번 (말러)
《교향곡 4번 사장조》는 구스타프 말러가 1899년부터 1901년 사이에 작곡한 교향곡이다. 네 번째 악장에 소프라노 독창이 등장한다.

## 작곡
당초 말러는 3번 만큼이나 규모가 크고 복잡한 교향곡을 구상했었다. 구상 단계에서 4번 교향곡은 '유머레스크'라는 제목이 붙여졌고, 6악장으로 구성된 곡을 만들려 했었다. 그리고 각 악장의 구성은 이랬었다.
1악장: 현재 영원한 것으로서의 세계. G 장조
2악장: 지상의 삶. E 플랫 단조
3악장: 카리타스. B 장조 (아다지오)
4악장: 아침 종. F 장조
5악장: 무게 없는 세계. D 장조 (스케르초)
6악장: 천상의 삶. G 장조
이 구상에서 무려 3곡이 "어린이의 이상한 뿔피리"에서 왔다. 1893년에 작곡한 '지상의 삶', 4악장 '아침종'에 쓰려고 한 1895년에 작곡된 '세 천사가 내게 말하는 것', 그리고 '천국의 삶'이다. '세 천사가 내게 말하는 것'은 3번 교향곡의 5악장 '천사가 내게 말하는 것'과 동일한 곡이다. 이때문에 3번 교향곡과 같은 시기에 구상되지 않았나는 분석도 있다. 하지만 말러의 초고에는 분명 "4번 교향곡"이라 되어 있어서, 3번 교향곡이 작곡된 후에 구상된 것일 가능성도 있다. 아마도 말러는 3번 교향곡에서 원래 피날레로 쓰려고 했던 '천국의 삶'을 기반으로 3번과 쌍을 이루는 교향곡을 만들려고 한걸지도 모른다.
하지만 말러의 전통대로 작곡은 전혀 순탄하지 않았다. 원 구상에서 1악장 G장조 곡만이 유일하게 구상이 실현된 케이스이고, 3악장 '카리타스'와 5악장 '무게없는 세계'는 실제 작곡된 교향곡의 느린악장과 스케르초하고는 전혀 상관이 없는 곡이다. 여러 학자들은 '카리타스'는 후일의 교항곡 제8번 천인교향곡의 밑거름이 되었고, '무게없는 세계'는 이 다음의 교향곡 제5번의 스케르초 악장에 영향을 주고 있다고 본다. 하지만 아이디어 자체는 살아남은 것으로 보여진다.
실제로 이 곡이 작곡에 들어간 시기는 1899년의 여름 휴가때로, 말러는 바트 아우제에서 휴가를 보냈다. 하지만 일기가 좋지 않아 말러는 작곡이 안된다고 친구들에게 투덜거렸다고 한다. 그래서 겨우 이곳에선 "어린이의 이상한 뿔피리"중 한곡인 '기상나팔'을 겨우 완성했을 때 그에게 남은 휴가는 10일밖에 없었다. 여름 휴가철이 아니면 작곡을 할 여가를 낼수가 없었던 말러는 위기의식을 느끼고 남은 10일동안 작곡에만 열중해 4번 교향곡의 절반이상이 이 10일동안 쓰여졌다. 이후 최종적으로 1900년 여름 휴가철에 마이에르니히에서 완성을 보게 되었고 그 이듬해인 1901년에 최종판을 작업을 완료했다.

## 초연
4번 교향곡들은 규모가 장대한 교향곡 1,2,3번과는 달리 길이도 짧고 곡의 분위기도 그렇게 심각하지는 않은곡이어서 말러는 비로소 청중들에게 호평을 받을 수 있을것이라 기대했다고 한다. 무거운 느낌을 주는 트롬본과 튜바를 뺐고 팀파니 연주도 이전 곡들과는 달리 절반으로 축소했다. 또한 악기편성도 3관편성으로 줄였다. 그러나 1901년 11월 25일 뮌헨에서의 초연은 말러의 예상을 완전 빗나가버렸다. 청중들은 이미 학습효과로 말러작품의 성향을 어느정도 파악하고 있었던것일까. 이전 교향곡처럼 시끌벅적하고 정신없는 것을 기대했던 청중들은 기대를 배신당하자 실망했고 마지막 4악장에서는 크진 않았지만 야유가 터져 나왔다.
평론가들은 이미 말러의 곡을 어떻게 혹평해야 잘 혹평했다는 말을 들을지를 고민하기라도 한듯, '도저히 해결할 길이 없다', '자신의 성격과 전혀 어울리지 않는 주제를 상용하면서 혼자 놀고있다', '뻔뻔스럽고 상상을 초월하는 불협화음을 가지고 청중의 고막을 두드리는 것에 즐거움을 느낀다', '카바레에서 벌어지는 교향적 연극의 인위적이고도 히스테리컬한 메들리이다' 등의 악평을 쏟아냈다.
- 전 세계 초연: 1901년 11월 25일 뮌헨 - 말러의 지휘로 카임 오케스트라가 연주. 마가리테 미칼렉이 소프라노 독창.
- 미국 초연: 1904년 11월 6일 뉴욕 시 - 발터 담로쉬의 지휘로 뉴욕 심포니 소사이어티가 연주. 에타 드몽죠가 소프라노 독창.
- 영국 초연: 1905년 10월 25일 런던 - BBC 프롬스에서 헨리 우드경 지휘. 그의 아내가 소프라노 독창.
- 최초의 음반 녹음: 1930년 5월, 히데마로 코노예의 지휘로 도쿄 뉴 심포니 오케스트라가 연주. 사카예 키타사야가 소프라노 독창.[1]

## 편성
플루트 4(3,4번은 피콜로), 오보에 3(3번은 잉글리쉬 호른), 클라리넷 3(3번은 베이스 클라리넷을 겸),  바순 3 (3번은 콘트라바순), 호른 4, 트럼펫 3, 팀파니, 슬레이벨, 심벌즈, 글로켄슈필, 트라이앵글, 탐탐, 베이스드럼, 하프, 현5부, 온음씩 높게 조율된 바이올린 (악장이 겸해서 연주)
이 곡은 말러의 교향곡 중에서 유일하게 트롬본과 튜바가 없다.

## 제 4악장 가사
| <Das himmlische Leben> (aus Des Knaben Wunderhorn) Wir genießen die himmlischen Freuden, D'rum tun wir das Irdische meiden. Kein weltlich' Getümmel Hört man nicht im Himmel! Lebt alles in sanftester Ruh'. Wir führen ein englisches Leben, Sind dennoch ganz lustig daneben; Wir tanzen und springen, Wir hüpfen und singen, Sanct Peter im Himmel sieht zu. Johannes das Lämmlein auslasset, Der Metzger Herodes d'rauf passet. Wir führen ein geduldig's, Unschuldig's, geduldig's, Ein liebliches Lämmlein zu Tod. Sanct Lucas den Ochsen tät schlachten Ohn' einig's Bedenken und Achten. Der Wein kost' kein Heller Im himmlischen Keller; Die Englein, die backen das Brot. Gut' Kräuter von allerhand Arten, Die wachsen im himmlischen Garten, Gut' Spargel, Fisolen Und was wir nur wollen. Ganze Schüsseln voll sind uns bereit! Gut' Äpfel, gut' Birn' und gut' Trauben; Die Gärtner, die alles erlauben. Willst Rehbock, willst Hasen, Auf offener Straßen Sie laufen herbei! Sollt' ein Fasttag etwa kommen, Alle Fische gleich mit Freuden angeschwommen! Dort läuft schon Sanct Peter Mit Netz und mit Köder Zum himmlischen Weiher hinein. Sanct Martha die Köchin muß sein. Kein' Musik ist ja nicht auf Erden, Die unsrer verglichen kann werden. Elftausend Jungfrauen Zu tanzen sich trauen. Sanct Ursula selbst dazu lacht. Kein' Musik ist ja nicht auf Erden, Die unsrer verglichen kann werden. Cäcilia mit ihren Verwandten Sind treffliche Hofmusikanten! Die englischen Stimmen Ermuntern die Sinnen, Daß alles für Freuden erwacht. | <천상의 세계와 삶> (민요시집 '어린이의 이상한 뿔피리'에서) 우리는 천상의 기쁨을 즐기고, 덧없는 것을 피한다. 비록 우리가 천상에 있지 않지만 그 어떤 세상의 혼란도 듣지 못한다! 부드러운 고요 속에서 모두가 살아가길! 우리는 천사의 삶을 산다! 하지만 아주 재미있게! 춤을 추고 뛰며 노래하며 흥겨워한다! 보라, 하늘가의 성 베드로를! 요한이 어린 양을 붙들고, 도살자가 등장한다! 우리는 침착하게, 서두르며, 침착하게, 그 사랑스런 어린 양을 죽음으로 이끈다! 전혀 주저하지 않고 성 누가는 황소를 살육하고 천상의 지하 술집에서는 포도주를 무료로 마신다. 작은 천사들은 빵을 굽는다. 다양한 양질의 약초들이 천상의 정원에서 자란다! 좋은 슈파겔, 파슬리, 그리고 우리가 원하는 것들! 우리 앞에 놓인 접시 가득한 음식들! 좋은 사과, 배 그리고 포도들, 정원사는 모든 것을 우리에게 허락한다! 산양, 토끼들 텅 빈 거리 위를 달려간다! 축제의 날이 다가올 때면, 물고기들이 즐거이 유영한다! 투망과 미끼를 가지고 거기로 성 베드로는 달려간다! 성스러운 날을 위해 성 마르타가 요리사일 것이다! 우리의 음악과 비교될 수 없는 그런 음악이 울린다. 1만 1천명의 처녀들이 춤을 춘다! 성 우르슬라 역시 즐거워한다! 우리의 음악과 비교될 수 없는 그런 음악이 울린다. 친지들과 함께 온 체칠리아 사람들은 분명 궁정 음악가들이다! 천사적 목소리는 관능을 자극해서 즐거운 모든 것을 깨어나게 한다. |